# Now This Is Music 4
Now This Is Music 4 is een verzamelalbum uit de Now This Is Music-serie uitgebracht in 1986 met hits van dat moment.
Het was het vierde deel uit een serie van elf, die van 1984 tot 1989 liep en de Nederlandse tegenhanger was van het Engelse "Now That's What I Call Music".
Het album kwam in de albumlijst van de Nederlandse Top 40 binnen op 3 mei 1986, bereikte de 4e plaats en bleef 21 weken in de lijst.

## Tracklist
kant A
1. Queen - A Kind of Magic
2. Simple Minds - Alive and Kicking
3. Mr. Mister - Broken Wings
4. Whitney Houston - How Will I Know
5. Modern Talking - Brother Louie
6. Feargal Sharkey - You Little Thief
7. Midge Ure - If I Was

kant B
1. Elton John - Nikita
2. Pet Shop Boys - West End Girls
3. Fra Lippo Lippi - Shouldn't Have to Be Like That
4. Chris Rea - It's All Gone
5. Andrea - I'm a Lover
6. Sandra - In the Heat of the Night
7. Dire Straits - Walk of Life

kant C
1. Arcadia - Election Day
2. Falco - Jeanny
3. UB40 - Don't Break My Heart
4. Culture Club - Move Away
5. Johnny Nash - Rock Me Baby
6. Anya - Moscow Nights
7. Paul Hardcastle - Don't Waste My Time

kant D
1. Feargal Sharkey - A Good Heart
2. Clannad & Bono - In a Lifetime
3. Kate Bush - Cloudbusting
4. Talk Talk - Living in Another World
5. Simple Minds - Sanctify Yourself
6. Sigue Sigue Sputnik - Love Missile F1-11
7. Bronski Beat - Hit That Perfect Beat